# Bror Edvard Fornell
Bror Edvard Fornell, född 28 juli 1820 på gården Eckran utanför Göteborg, död 22 maj 1869 i Karlskrona, var en svensk militär och novellförfattare.
Fornell ingick som ung vid marinregementet i Karlskrona, där han efter hand avancerade till överstelöjtnant 1866. Under pseudonymen Jeremias Munter uppträdde Fornell på 1840-talet som krönikör i tidningarna Najaden och Aftonbladet, vilka krönikor utkom under titeln Etyder af Jeremias Munter (1848). Tre år senare utgav han sitt första större arbete, romanen En gnista. 1855 utgav han novellen Lyckan, som tidigare gått som följetong i Svenska tidningen. Under åren 1852-53 gjorde Fornell en resa genom Tyskland, Schweiz och Italien, vilket resulterade i novellsamlingen Från Italien, teckningar af Jeremias Munter (1858). Den sistnämnda har ansett som hans främsta verk. Fornell sökte sig även på dramatiken med enaktskomedin Våra vänner, vilken uppfördes på Kungliga teatern 1857, han hade föga framgång. Efter en ny resa till Frankrike 1857-58 lät han författa två nya dramatiska arbeten, En alltför lycklig man, som spelades på mindre teatern 1859-60 och Lektioner i det gröna, som antogs till spelning vid Kungliga teatern men aldrig blev uppförd.